# マリオ・ボラッティ
マリオ・アリエル・ボラッティ（Mario Ariel Bolatti, 1985年2月17日 - ）は、アルゼンチン・コルドバ州ラ・パラ出身の元同国代表サッカー選手。現役時代のポジションはミッドフィールダー。

## 経歴

### クラブ

#### CAベルグラーノ
CAベルグラーノの下部組織に入団しキャリアを始める。トップチームデビューは2006年8月に行われた対AAアルヘンティノス・ジュニアーズ戦であった。2007年にチームが1部リーグであるプリメーラ・ディビシオンに昇格を果たす。チームは低迷したが、初のトップリーグでボラッティは最高の選手の1人であり、実際にアルゼンチンの強豪クラブであるCAインデペンディエンテや、イタリア・セリエAのユヴェントスFCが獲得に興味を示していた。

#### FCポルト
2008年にポルトガルのビッグクラブであるFCポルトへステップアップを果たす。出場機会は限られていたがポルトにてスーペル・リーガを制し、初のタイトルを得る。

#### CAウラカン
2009年1月に、出場機会を求めたボラッティは買取オプションのつかないローンにてCAウラカンに移籍する。故郷のリーグに戻り、ボラッティはCAウラカンの中盤の舵取り役として再び輝きを取り戻す。チームをリーグ2位に導き、リーグ屈指のセンターハーフと認知されるようになった。2010年1月1日にローンの期間を終え、再びポルト所属の選手となる。

#### フィオレンティーナ
2010年1月14日に650万ユーロの移籍金でACFフィオレンティーナと契約すると報道され、同年1月18日にフィオレンティーナが公式に獲得を発表した。

#### ボカ・ウニドス
2016-17シーズン後半はクラブでの出場機会を失い、翌シーズンよりプリメーラB・ナシオナルのCAボカ・ウニドスに加入することが発表された。

### 代表
2009年8月12日に行われた国際親善試合のロシア戦に招集され、代表戦初出場を果たす。同年10月14日には2010 FIFAワールドカップ・南米予選の最終戦である対ウルグアイ戦に招集される。勝ち点1差（アルゼンチン25、ウルグアイ24）で迎えたこの試合は負ければ本戦出場を逃すという大一番であった。敵地エスタディオ・センテナリオで行われた同試合でボラッティは後半79分にゴンサロ・イグアインと交代し出場すると、わずか5分後である後半84分に引導をわたす試合唯一の決勝点を上げた。この得点によりアルゼンチン代表の本戦出場を決定的なものにした。

## 人物
大柄なセンターハーフであり、成績不振で本戦出場が危ぶまれた2010 FIFAワールドカップの南米予選において、本戦出場を決定付ける印象的な得点をあげた。FCポルトからローンで移籍していたCAウラカンにおける成功からアルゼンチンのサッカー1部リーグプリメーラ・ディビシオンで2009シーズンのベストプレーヤーの1人とされ、FCバルセロナ等のヨーロッパ中のクラブが注目したとされる。展開力に優れ、高身長であることとボールタッチの優雅さからフェルナンド・レドンドに例えられる。またボール奪取にも優れることや、フィオレンティーナのスポーツディレクターであるパンタレオ・コルヴィーノが獲得した経緯から、イタリアのメディアは「新たなフェリペ・メロ」と呼んだ。

## 代表歴

### 出場大会
- アルゼンチン代表
  - 2010 FIFAワールドカップ

### 試合数
- 国際Aマッチ 12試合 1得点（2009年-2011年）[10]

| アルゼンチン代表 | 国際Aマッチ | 国際Aマッチ |
| 年               | 出場        | 得点        |
| ---------------- | ----------- | ----------- |
| 2009             | 3           | 1           |
| 2010             | 5           | 0           |
| 2011             | 4           | 0           |
| 通算             | 12          | 1           |

### 得点
| #  | 開催年月日     | 開催地       | 対戦国     | スコア | 時間 | 結果 | 試合概要                          |
| -- | -------------- | ------------ | ---------- | ------ | ---- | ---- | --------------------------------- |
| 1. | 2009年10月14日 | モンテビデオ | ウルグアイ | 0-1    | 84分 | 0-1  | 2010 FIFAワールドカップ・南米予選 |

## タイトル
ポルト
- スーペル・リーガ : 2007-08
- タッサ・デ・ポルトガル : 2008-09

インテルナシオナウ
- カンピオナート・ガウショ : 2011, 2012
- レコパ・スダメリカーナ : 2011